# Предраг Стојменовић
Предраг Стојменовић (Београд, 1974) српски је позоришни редитељ и универзитетски професор.

## Биографија
Дипломирао је позоришну и радио режију на Факултету драмских уметности у Београду.
Од 2000. до 2011. обављао је функцију уметничког директора позоришта ДАДОВ а од 2015. до 2016. био је програмски директор Природњачког центра Србије. Сарађивао је са институцијама културе у Словенији и био ментор неколико међународних радионица за глумце и редитеље.
Сојменовић је био члан жирија на позоришним фестивалима у Вршцу, Лесковцу, Новој Горици, Птују, Постојни.
На Академији уметности у Београду предаје од 2001.године и има звање доцента.
Предавач је полазницима школе глуме и говора омладинског позоришта ДАДОВ. Предаје у школи глуме „Маска”.
Он је аутор монографије „Тамо где снови почињу“ објављене на годишњицу 65 година рада Позоришта Дадов као и уредник књиге Владимира Јевтовића „Мој педагошки метод“.

## Театрографија
- „Свемиронична бајка“, 06.12.1998, Врање, Позориште 'Бора Станковић'[4]
- „Лекција“, 09.02.2002, Крушевац, Крушевачко позориште[4]
- „Без поговора“, 09.04.2005, Кикинда, Народно позориште[4]
- „Велика ауто трка“, 03.12.2005, Кикинда, Народно позориште[4]
- „Лажа и паралажа“, 14.02.2006, Крушевац, Крушевачко позориште[4]
- „Одабрани и уништени“, 14.02.2008, Ниш, Народно позориште[4]
- „Дуги живот краља Освалда“, 03.04.2008, Пирот, Народно позориште[4]
- „Сирано де Бержерак“, 26.10.2008, Вршац, Народно позориште 'Стерија'[4]
- „Боинг Боинг“, 18.10.2012, Београд, Звездара театар[4]
- „Брод љубави“, 18.12.2012, Београд, Театар Вук[4]
- „Мој син само мало спорије хода“, 24.11.2013, Београд, Београдско драмско позориште[4]
- „Буздован“, Крушевац, Крушевачко позориште[4]
- „Талас“, 21.03.2018, Београд, ДАДОВ[4]
- „Мој син мало спорије хода“ – Београдско драмско позориште[1]
- „Боинг Боинг“ - Звездара Театар[1]
- „Серенада“ – Вечерња сцена Радовић[1]
- „Бела Грива“ – Позориште лутака Пинокио[1]
- „Фатаморгана“ – Градско позориште[1]
- „Јазавац“ Бања Лука, „Лажа и паралажа“ и „Буздован“ – Крушевачко позориште[1]
- „Сирано де Бержерак“ – Народно позориште Стерија Вршац[1]
- „Поп Ћира и по Спира“ – Народно позориште Кикинда[1]
- „Дуги живот краља Освалда“ – Народно позориште Пирот[1]
- „Без поговора“ – Новосадски нови теата[1]
- „Херој нације“ и „Коме верујете?“ – Народно позориште Стерија Вршац[1]
- „Свемиронична бајка“ Позориште „Бора Станковић“ Врање[1]
- „Физичари“, ДАДОВ[1]
- „Пит“, ДАДОВ[1]
- „Коју игру играш?“, ДАДОВ[1]